# Mikhail Lebedev
Mikhail Lebedev (* 4. März 1989) ist ein Belarussischer Biathlet.
Mikhail Lebedev gab sein internationales im Rahmen der Juniorenrennen der IBU-Sommercup 2010 in Nové Město na Moravě, wo er auf Rollski im Sprint und der Verfolgung Fünfter wurde. Gegen Ende der Saison 2010/11 erfolgte auch das Debüt bei den Männern im IBU-Cup. Schon im Ersten Rennen, einem Einzel in Osrblie, gewann er als 33. Punkte. Beste Ergebnisse sind bislang ein 24. und ein 5. Rang, jeweils in Sprintrennen in Bansko. Erster Einsatz bei einem Großereignis wurde der Start im Sprintrennen bei den Sommerbiathlon-Weltmeisterschaften 2011 in Nové Město, bei dem er nach dem Liegendanschlag das Rennen nicht beenden konnte.